# Dopesick
Dopesick è il terzo album del gruppo sludge metal Eyehategod, pubblicato nel 1996 sotto la casa discografica Century Media.

## Tracce
1. "My Name Is God (I Hate You)" - 5:21
2. "Dogs Holy Life" - 1:10
3. "Masters of Legalized Confusion" - 3:57
4. "Dixie Whiskey" - 2:55
5. "Ruptured Heart Theory" - 3:33
6. "Non Conductive Negative Reasoning" - 1:06
7. "Lack of Almost Everything" - 2:48
8. "Zero Nowhere" - 4:23
9. "Metamphetamine" - 1:59
10. "Peace Thru War (Thru Peace and War)" - 1:46
11. "Broken Down But Not Locked Up" - 3:47
12. "Anxiety Hangover" - 4:56

Tracce bonus
1. "Peace Thru War (Thru Peace and War) (Alternate version)" - 1:48
2. "Depress (Alternate version)" - 4:06
3. "Dopesick Jam" - 16:02

## Formazione
- Mike Williams - voce
- Jimmy Bower - chitarra
- Brian Patton - chitarra
- Vince LeBlanc - basso
- Joey LaCaze - batteria